# 王阜 (谯令)
王阜（?—?），長沙人，東漢政治人物。
官譙令，桓帝永興元年（153年），撰《李母碑》。《水經注》卷二十三《渦水注》曰：“渦水之側又有李母廟，廟在老子廟北，廟前有李母塚，塚東有碑，是永興元年譙令長沙王阜所立。”
嚴可均誤將長沙王阜與蜀郡王阜視為同一人。